# Stoosh
Stoosh é o segundo álbum de estúdio da banda Skunk Anansie, lançado a 20 de Maio de 1996. 

## Faixas
Todas as faixas por Lewis, M.K. Ace e Skin, exceto onde anotado.
1. "Yes It's Fucking Political" - 3:51
2. "All I Want" - 3:51
3. "She's My Heroine" (Arran, Skin) - 5:04
4. "Infidelity (Only You)" - 5:59
5. "Hedonism (Just Because You Feel Good)" (Arran, Skin) - 3:27
6. "Twisted (Everyday Hurts)" (Arran, Skin) - 4:14
7. "We Love Your Apathy" - 5:11
8. "Brazen (Weep)" (Arran, Skin) - 4:31
9. "Pickin' on Me" (Lewis, Arran, Skin) - 3:14
10. "Milk Is My Sugar" - 3:50
11. "Glorious Pop Song" - 4:17